# Сейсмоакустичні методи
Сейсмоакустичні методи в гірництві (рос. сейсмоакустические методы в горном деле, англ. seismo-acoustic methods in mining; seismoakustische Untersuchungsverfahren n — геофізичні методи вивчення фізико-механічних властивостей масивів гірських порід.

## Загальна характеристика
Сейсмоакустичні методи базуються на штучному збудженні пружних хвиль звукового і ультразвукового діапазонів частот, а також визначенні геоакустичної емісії (шумів) у масиві, яка виникає перед раптовими викидами, гірничими ударами та ін. динамічними явищами.
Збудження пружних коливань здійснюється вибухами малих зарядів ВР, а також вібраторами, електроіскровими, електродинамічними і магнітострикційними випромінювачами. С.м. використовуються при інженерно-геологічних дослідженнях для вивчення геол. будови масиву, порушень вугільних пластів, фізико-технічних властивостей гірських порід, оцінки напруженого стану геол. середовища.